# Alfie Darling
Alfie Darling (Brasil: Alfie - O Eterno Sedutor ) é um filme de 1976 do genêro comédia dramática dirigido por Ken Hughes. É a sequela do filme Alfie (1966). Desta vez, Alan Price assume o papel de Alfie, no lugar de Michael Caine.

## Sinopse
Alfie (Alan Price) é um homem mulherengo, que pula de cama em cama com a facilidade com a qual troca de roupa. Charmoso, ele possui uma legião de conquistas em sua vida amorosa. Porém, ele conhece Abby Summers (Jill Townsend), uma sofisticada editora de um jornal. Os dois têm muito em comum e um improvável relacionamento se estabelece entre os dois.

## Elenco
- Alan Price —  Alfie Elkins
- Jill Townsend —  Abby Summers
- Paul Copley —  Bakey
- Joan Collins —  Fay
- Sheila White - Norma
- Annie Ross —  Claire
- Hannah Gordon —  Dora
- Rula Lenska —  Louise
- Minah Bird —  Gloria
- Derek Smith —  Harold
- Vicki Michelle —  Bird
- Brian Wilde —  Doutor